# شهداد
شهداد (بالفارسية: شهداد) هي مدينة تقع في إيران في ناحية شهداد. يقدر عدد سكانها بـ 4,097 نسمة .

## المناخ
يظهر الجدول التالي التغييرات المناخية على مدار السنة لشهداد:
| البيانات المناخية لـشهداد                                                                                                   | البيانات المناخية لـشهداد | البيانات المناخية لـشهداد | البيانات المناخية لـشهداد | البيانات المناخية لـشهداد | البيانات المناخية لـشهداد | البيانات المناخية لـشهداد | البيانات المناخية لـشهداد | البيانات المناخية لـشهداد | البيانات المناخية لـشهداد | البيانات المناخية لـشهداد | البيانات المناخية لـشهداد | البيانات المناخية لـشهداد | البيانات المناخية لـشهداد |
| الشهر | يناير                     | فبراير                    | مارس                      | أبريل                     | مايو                      | يونيو                     | يوليو                     | أغسطس                     | سبتمبر                    | أكتوبر                    | نوفمبر                    | ديسمبر                    | المعدل السنوي             |
| --- | ------------------------- | ------------------------- | ------------------------- | ------------------------- | ------------------------- | ------------------------- | ------------------------- | ------------------------- | ------------------------- | ------------------------- | ------------------------- | ------------------------- | ------------------------- |
| متوسط درجة الحرارة الكبرى °م (°ف)                                                                                           | 17.2 (63.0)               | 22.4 (72.3)               | 29.2 (84.6)               | 34.5 (94.1)               | 40.1 (104.2)              | 44.4 (111.9)              | 46.1 (115.0)              | 44.1 (111.4)              | 40.2 (104.4)              | 34.7 (94.5)               | 25.7 (78.3)               | 18.8 (65.8)               | 33.1 (91.6)               |
| المتوسط اليومي °م (°ف) | 12.4 (54.3)               | 17.1 (62.8)               | 23.4 (74.1)               | 28.9 (84.0)               | 34.5 (94.1)               | 38.6 (101.5)              | 40.1 (104.2)              | 38.1 (100.6)              | 33.9 (93.0)               | 28.9 (84.0)               | 20.6 (69.1)               | 14.0 (57.2)               | 27.5 (81.5)               |
| متوسط درجة الحرارة الصغرى °م (°ف)                                                                                           | 7.7 (45.9)                | 11.9 (53.4)               | 17.6 (63.7)               | 23.3 (73.9)               | 29.0 (84.2)               | 32.7 (90.9)               | 34.1 (93.4)               | 32.0 (89.6)               | 27.6 (81.7)               | 23.2 (73.8)               | 15.4 (59.7)               | 9.3 (48.7)                | 22.0 (71.6)               |
| الهطول مم (إنش) | 9.3 (0.37)                | 8.3 (0.33)                | 7.9 (0.31)                | 0.5 (0.02)                | 0.6 (0.02)                | 0.0 (0.0)                 | 0.0 (0.0)                 | 0.0 (0.0)                 | 0.0 (0.0)                 | 0.0 (0.0)                 | 0.2 (0.01)                | 3.9 (0.15)                | 30.7 (1.21)               |
| متوسط أيام هطول الأمطار (≥ 1.0 mm)                                                                                          | 2.4                       | 1.9                       | 1.4                       | 0.1                       | 0.3                       | 0.0                       | 0.0                       | 0.0                       | 0.0                       | 0.0                       | 0.1                       | 1.0                       | 7.2                       |
| متوسط الرطوبة النسبية (%)                                                                                                   | 38                        | 29                        | 22                        | 20                        | 15                        | 12                        | 11                        | 12                        | 13                        | 16                        | 25                        | 33                        | 20                        |
| ساعات سطوع الشمس الشهرية | 204.6                     | 203.3                     | 241.2                     | 250.1                     | 297.1                     | 329.0                     | 348.6                     | 343.1                     | 313.3                     | 297.2                     | 248.3                     | 221.0                     | 3٬296٫8                   |
| المصدر: Iran Meteorological Organization (temperatures), (precipitation), (humidity), (days with precipitation), (sunshine) |                           |                           |                           |                           |                           |                           |                           |                           |                           |                           |                           |                           |                           |